# Маркиз де Монтальбан

Герб муниципалитета Монтальбан-де-Кордова, провинция Кордова, автономное сообщество Андалусия

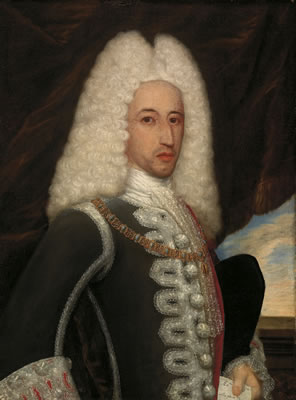
Николас Фернандес де Кордова и де ла Серда (1682—1739), 10-й герцог де Мединасели, 9-й маркиз де Прьего, 7-й маркиз де Монтальбан

Маркиз де Монтальбан — испанский дворянский титул. Он был создан 19 мая 1603 года королем Испании Филиппом III «Благочестивым» для Педро Фернандеса де Кордовы и Фигероа, 4-го маркиза де Прьего и сеньора де Агилар.
Названия маркизата происходит от названия муниципалитета Монтальбан-де-Кордова, провинция Кордова, автономное сообщество Андалусия.
Первоначально титул маркизов де Монтальбан носили старшие дети и наследники маркизов де Прьего. В настоящее время титулом маркиза де Монтальбан владеет дом Мединасели. Виктория Гогенлоэ-Лангенбург (род. 1997), носит титулы 20-й герцогини де Мединасели и 17-й маркизы де Монтальбан.

## Сеньоры де Монтальбан
- Педро Фернандес де Кордова, 1-й маркиз де Прьего (1470—1517)
- Каталина Фернандес де Кордова, 2-я маркиза де Прьего (1502—1569)
- Каталина Фернандес де Кордова и Понсе де Леон, 3-я маркиза де Прьего (1547—1574).

## Маркизы де Монтальбан
| Nº                                                                                   | Титул                                                                                | Период                                                                               | Примечания                                                                           |
| Титул маркиза де Монтальбан был создан 19 мая 1603 года королем Испании Филиппом III | Титул маркиза де Монтальбан был создан 19 мая 1603 года королем Испании Филиппом III | Титул маркиза де Монтальбан был создан 19 мая 1603 года королем Испании Филиппом III | Титул маркиза де Монтальбан был создан 19 мая 1603 года королем Испании Филиппом III |
| ------------------------------------------------------------------------------------ | ------------------------------------------------------------------------------------ | ------------------------------------------------------------------------------------ | ------------------------------------------------------------------------------------ |
| I                                                                                    | Педро Фернандес де Кордова и Фигероа                                                 | 1603—1603                                                                            | 4-й маркиз де Приего                                                                 |
| II                                                                                   | Алонсо Фернандес де Кордова и Энрикес де Рибера, «Эль-Мудо»                          | 1603—1612                                                                            | 5-й маркиз де Приего, 5-й герцог де Ферия                                            |
| III                                                                                  | Педро Матиас Фернандес де Кордова и Фигероа                                          | 1612—1621                                                                            |                                                                                      |
| IV                                                                                   | Луис Игнасио Фернандес де Кордова Фигероа                                            | 1623—1650                                                                            | 6-й маркиз де Приего, 6-й герцог де Ферия                                            |
| V                                                                                    | Луис Маурисио Фернандес де Кордова Фигероа                                           | 1650—1679                                                                            | 7-й маркиз де Приего                                                                 |
| VI                                                                                   | Мануэль Луис Фернандес де Кордова Фигероа                                            | 1679—1700                                                                            | 8-й маркиз де Приего                                                                 |
| VII                                                                                  | Николас Фернандес де Кордова и де ла Серда                                           | 1700—1704                                                                            | 10-й герцог де Мединасели                                                            |
| VIII                                                                                 | Луис Антонио Фернандес де Кордова и Спинола                                          | 1704—1739                                                                            | 11-й герцог де Мединасели                                                            |
| IX                                                                                   | Педро де Алькантара Фернандес де Кордова и Монкада                                   | 1739—1768                                                                            | 12-й герцог де Мединасели                                                            |
| X                                                                                    | Луис Мария Фернандес де Кордова и Гонзага                                            | 1769—1789                                                                            | 13-й герцог де Мединасели                                                            |
| XI                                                                                   | Луис Хоакин Фернандес де Кордова и Бенавидес                                         | 1789—1813                                                                            | 14-й герцог де Мединасели                                                            |
| XII                                                                                  | Луис Томас Фернандес де Кордова и Понсе де Леон                                      | 1813—1851                                                                            | 15-й герцог де Мединасели                                                            |
| XIII                                                                                 | Луис Мария Фернандес де Кордова и Перес де Баррадас                                  | 1851—1879                                                                            | 16-й герцог де Мединасели                                                            |
| XIV                                                                                  | Луис Хесус Фернандес де Кордова и Салаберт                                           | 1880—1956                                                                            | 17-й герцог де Мединасели                                                            |
| XV                                                                                   | Виктория Евгения Фернандес де Кордова и Фернандес де Энестроса                       | 1956—2013                                                                            | 18-я герцогиня де Мединасели                                                         |
| XVI                                                                                  | Марко де Гогенлоэ-Лангенбург и Медина                                                | 1962—2016                                                                            | 19-й герцог де Мединасели                                                            |
| XVII                                                                                 | Виктория Елизавета де Гогенлоэ-Лангенбург и Шмидт-Полекс                             | 2018 — настоящее время                                                               | 20-я герцогиня де Мединасели                                                         |